# Empire of Light
Pour plus de détails, voir Fiche technique et Distribution.
Empire of Light est un drame romantique britannico-américain écrit et réalisé par Sam Mendes et sorti en 2022.
Il est présenté en avant-première au festival du film de Telluride, puis au festival international du film de Toronto en septembre 2022. Il sort quelques mois plus tard en salles.
Malgré des critiques plutôt positives, le film passe inaperçu au public et fait un flop au box-office.

## Synopsis
Dans les années 1980, un vieux cinéma du Sud de l'Angleterre est le théâtre d'une histoire d'amour entre Hilary et Stephen, que pourtant tout semble opposer. Hilary tente de préserver sa santé fragile ; Stephen voudrait partir étudier ailleurs...

## Fiche technique
Sauf indication contraire, les informations mentionnées dans cette section peuvent être confirmées par la base de données cinématographiques IMDb,  présente dans la section « Liens externes ».
- Titre original : Empire of Light
- Réalisation et scénario : Sam Mendes
- Musique : Trent Reznor et Atticus Ross
- Décors : Mark Tildesley
- Costumes : Alexandra Byrne
- Son : Stuart Wilson
- Photographie : Roger Deakins
- Montage : Lee Smith
- Production : Pippa Harris et Sam Mendes
  - Coproduction : Celia Duval et Lola Oliyide
  - Production déléguée : Michael Lerman et Julie Pastor
- Sociétés de production : Neal Street Productions et Searchlight Pictures
- Sociétés de distribution : 
  - Searchlight Pictures (États-Unis, Royaume-Uni)
  - Walt Disney Company (France)
- Pays de production :  États-Unis,  Royaume-Uni
- Langue originale : anglais
- Format : couleur - 2,35:1 - Dolby Digital
- Genre : drame, romance
- Durée : 113 minutes
- Dates de sortie[1] :
  - États-Unis : 3 septembre 2022 (avant-première au festival de Telluride)
  - Canada : 12 septembre 2022 (festival de Toronto - Special Presentations)
  - États-Unis, Canada : 9 décembre 2022
  - Royaume-Uni : 9 janvier 2023
  - France : 1er mars 2023
- Classification[2] :
  - États-Unis : R

## Distribution
- Olivia Colman (VF : Brigitte Aubry) : Hilary Small
- Micheal Ward (en) (VF : Diouc Koma) : Stephen Murray
- Colin Firth (VF : Edgar Givry) : Donald Ellis
- Toby Jones (VF : Franck Capillery) : Norman
- Tom Brooke (VF : Laurent Morteau) : Neil
- Hannah Onslow (en) (VF : Rebecca Benhamour) : Janine
- Crystal Clarke (en) (VF : Fily Keita) : Ruby
- Tanya Moodie (en) : Delia Murray, la mère de Stephen
- Sara Stewart (VF : Anne Rondeleux) : Brenda Ellis, l'épouse de Donald
- Monica Dolan (VF : Gaëlle Savary) : Rosemary Bates
- Ron Cook (VF : Gérard Darier) : M. Cooper
- Justin Edwards (en) : Jim Booth
- Jamie Whitelaw : Sean
- William Chubb (VF : Philippe Ariotti) : Dr Laird

 Source et légende : version française (VF) sur RS Doublage

## Production
En avril 2021, il est annoncé que le prochain film de Sam Mendes, dont il a également écrit le scénario, est en développement chez Searchlight Pictures. C'est la première fois que le cinéaste signe seul un scénario. Olivia Colman est annoncée dans le rôle principal et Roger Deakins comme directeur de la photographie (pour sa 5e collaboration avec le réalisateur). La présence d'Olivia Colman est officiellement confirmée en juillet. Elle est rejointe peu après par Micheal Ward (en).
En décembre 2021, Colin Firth, Toby Jones, Crystal Clarke (en) ou encore Tanya Moodie (en) rejoignent la distribution.
Le tournage débute le 7 février 2022 au cinéma Dreamland Margate à Margate sur l'île de Thanet dans le Kent en Angleterre,,.

## Sortie
En juillet 2022, il est annoncé que le film sera présenté en avant-première au festival international du film de Toronto 2022 en septembre 2022. Finalement l'avant-première a lieu au festival de Telluride le 3 septembre 2022, avant une projection spéciale à Toronto le 12 septembre 2022. Il sera ensuite distribué dans les salles américaines par Searchlight Pictures dès le 9 décembre 2022. En territoire français, le film sortira dans très peu de salles.

## Accueil

### Accueil critique
Sur le site Web de critiques Rotten Tomatoes, 45 % des 242 critiques ont donné au film une critique positive, avec une note moyenne de 5,8/10. Le consensus des critiques du site se lit comme suit : "Empire of Light contient de belles performances et quelques éclairs de brillance, mais cet hommage à la magie du cinéma est décevant et banal." 20] Sur Metacritic, le film a une note moyenne pondérée de 54 sur 100, basée sur 48 critiques, indiquant des "critiques mixtes ou moyennes". Une critique plus favorable dans The Guardian a déclaré que le film était un "drame poignant et merveilleusement joué".
En France, le site Allociné propose une moyenne de 3,6⁄5, fondée sur l'interprétation de 33 critiques de presse.

### Box-office
| Pays ou région    | Box-office      | Date d'arrêt du box-office | Nombre de semaines |
| ----------------- | --------------- | -------------------------- | ------------------ |
| Royaume-Uni       | -               | -                          | -                  |
| États-Unis Canada | 1 177 577 $     | 26 janvier 2023            | 7                  |
| France            | 292 523 entrées | 2 mai 2023                 | 9                  |
| Total mondial     | 11 395 604 $    | -                          | -                  |

## Distinctions

### Nominations
- Golden Globes 2023 : meilleure actrice dans un film dramatique pour Olivia Colman
- Oscars 2023 : meilleure photographie